# Clarence Wallace

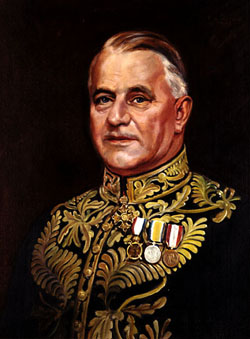
Clarence Wallace

Clarence Wallace, CBE, KStJ (* 22. Juni 1893 in Vancouver; † 12. November 1982 in Palm Desert, Kalifornien) war ein kanadischer Schiffbau-Unternehmer. Von 1950 bis 1955 war er Vizegouverneur der Provinz British Columbia.

## Biografie
Der Sohn von Alfred „Andy“ Wallace, dem Gründer und Inhaber der Schiffswerft Wallace Shipyards in North Vancouver (später in Burrard Dry Dock umbenannt), stieg nach der Schulzeit ins familieneigene Unternehmen ein. Während des Ersten Weltkriegs diente er als Freiwilliger an der Westfront und wurde bei Ypern verwundet.
Nach dem Tod des Vaters übernahm Wallace als Präsident die Leitung der Werft und expandierte das Unternehmen durch die Übernahme mehrerer Konkurrenten an der kanadischen Pazifikküste. Während des Zweiten Weltkriegs baute die Werft mehrere Kriegsschiffe für die Royal Canadian Navy und nahm an bestehenden Schiffen Umbauten für den Kriegseinsatz vor. Für seine Verdienste wurde Wallace als Commander in den Order of the British Empire aufgenommen.
Generalgouverneur Harold Alexander vereidigte Banks am 2. Oktober 1950 als Vizegouverneur von British Columbia. Dieses repräsentative Amt übte er bis zum 3. Oktober 1955 aus. 1952 beauftragte er W. A. C. Bennett mit der Regierungsbildung, obwohl dessen British Columbia Social Credit Party nicht über die Mehrheit verfügte. Als Bennett im darauf folgenden Jahr eine Abstimmungsniederlage erlitt, gestattete er ihm die Ausrufung vorgezogener Neuwahlen.
1971 verkaufte Wallace sein Unternehmen Burrard Dry Dock an ein von Yarrow Shipbuilders geführtes Konsortium. Er starb 89-jährig in seiner kalifornischen Winterresidenz.